# Alphonse Joseph Charles Dubois
Alphonse Joseph Charles Dubois (Aix-la-Chapelle, 1839 – Coxyde-sur-Mer, 1920) è stato un naturalista belga.
Ottenuto un dottorato in medicina, nel 1869 divenne curatore del dipartimento dei vertebrati al Museo Reale di Storia Naturale di Bruxelles.
Insieme a suo padre, Charles Frédéric Dubois (1804-1867), lavorò alla stesura di Les Oiseaux de l'Europe et leurs œufs, completato dopo la morte del padre. Il libro era suddiviso in due volumi: il secondo comprendeva illustrazioni realizzate da Dubois senior.
Da solo produsse La Faune illustrée des Vertébrés de la Belgique, anch'esso in due volumi.
| Dubois è l'abbreviazione standard utilizzata per le specie animali descritte da Alphonse Joseph Charles Dubois. Categoria:Taxa classificati da Alphonse Joseph Charles Dubois |